# Monte Aprazível
Monte Aprazível est une municipalité brésilienne de l'État de São Paulo et la Microrégion de Nhandeara.